# إليزابيث ستورم
إليزابيث ستورم (بالإنجليزية: Elizabeth Storm)‏ هي ممثلة أمريكية، ولدت في 29 نوفمبر 1958 في الولايات المتحدة.

## وصلات خارجية
- إليزابيث ستورم على موقع IMDb (الإنجليزية)
- إليزابيث ستورم على موقع قاعدة بيانات الفيلم (الإنجليزية)